# إيفيت كينغ
إيفيت كينغ (بالإنجليزية: Yvette King)‏ هي صحفية كورية جنوبية وأسترالية، ولدت في 23 أكتوبر 1983.